# Aberto Internacional BMW
O Aberto Internacional BMW é um torneio de golfe profissional masculino do European Tour, realizado anualmente na Alemanha. Fundado em 1989, foi realizado dentro e ao redor de Munique, sede da BMW, até 2012, quando o torneio passou a ser realizado na cidade de Colônia. De 1997 a 2011, 2013 e 2015 foi disputado no Golfclub München Eichenried. Em 2012, 2014 e 2016, o evento se mudou para o Golf Club Gut Lärchenhof.
É o único evento do Tour a ser disputado na Alemanha. Em 2013, o fundo de prêmios era de dois milhões de euros.

## Vencedores

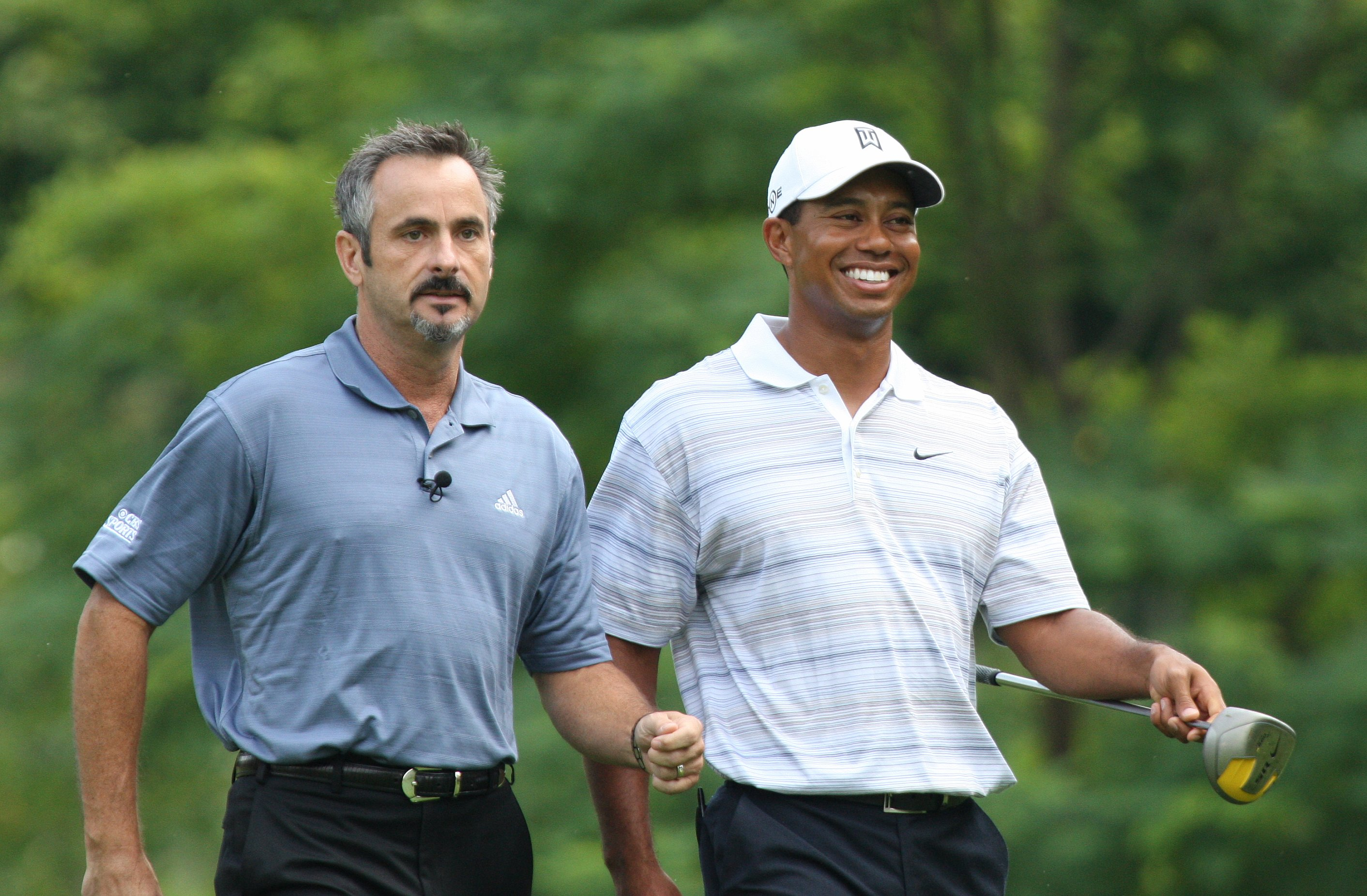
David Feherty (à esquerda) venceu a primeira edição do Aberto Internacional BMW.

| Ano  | Vencedor             | País             | Pontuação | A par | Margem de vitória | Vice-campeão(ões)                                    |
| ---- | -------------------- | ---------------- | --------- | ----- | ----------------- | ---------------------------------------------------- |
| 2016 | Henrik Stenson (2)   | Suécia           | 271       | −17   | 3 tacadas         | Darren Fichardt Thorbjørn Olesen                     |
| 2015 | Pablo Larrazábal (2) | Espanha          | 271       | −17   | 1 tacada          | Henrik Stenson                                       |
| 2014 | Fabrizio Zanotti     | Paraguai         | 269       | −19   | Mata-mata         | Rafael Cabrera-Bello Grégory Havret Henrik Stenson   |
| 2013 | Ernie Els            | África do Sul    | 270       | −18   | 1 tacada          | Thomas Bjørn                                         |
| 2012 | Danny Willett        | Inglaterra       | 277       | −11   | Mata-mata         | Marcus Fraser                                        |
| 2011 | Pablo Larrazábal     | Espanha          | 272       | −16   | Mata-mata         | Sergio García                                        |
| 2010 | David Horsey         | Inglaterra       | 270       | −18   | 1 tacada          | Ross Fisher                                          |
| 2009 | Nick Dougherty       | Inglaterra       | 266       | −22   | 1 tacada          | Rafael Echenique                                     |
| 2008 | Martin Kaymer        | Alemanha         | 273       | −15   | Mata-mata         | Anders Hansen                                        |
| 2007 | Niclas Fasth         | Suécia           | 275       | −13   | 2 tacadas         | Bernhard Langer José-Filipe Lima                     |
| 2006 | Henrik Stenson       | Suécia           | 273       | −15   | Mata-mata         | Retief Goosen Pádraig Harrington                     |
| 2005 | David Howell         | Inglaterra       | 265       | −23   | 1 tacada          | John Daly Brett Rumford                              |
| 2004 | Miguel Ángel Jiménez | Espanha          | 267       | −21   | 2 tacadas         | Thomas Levet                                         |
| 2003 | Lee Westwood         | Inglaterra       | 269       | −19   | 3 tacadas         | Alex Čejka                                           |
| 2002 | Thomas Bjørn (2)     | Dinamarca        | 264       | −24   | 4 tacadas         | John Bickerton Bernhard Langer                       |
| 2001 | John Daly            | Estados Unidos   | 261       | −27   | 1 tacada          | Pádraig Harrington                                   |
| 2000 | Thomas Bjørn         | Dinamarca        | 268       | −20   | 3 tacadas         | Bernhard Langer                                      |
| 1999 | Colin Montgomerie    | Escócia          | 268       | −20   | 3 tacadas         | Pádraig Harrington                                   |
| 1998 | Russell Claydon      | Inglaterra       | 270       | −18   | 1 tacada          | Jamie Spence                                         |
| 1997 | Robert Karlsson      | Suécia           | 264       | −24   | Mata-mata         | Carl Watts                                           |
| 1996 | Marc Farry           | França           | 132       | −12*  | 1 tacada          | Richard Green                                        |
| 1995 | Frank Nobilo         | Nova Zelândia    | 272       | −16   | 2 tacadas         | Bernhard Langer Jarmo Sandelin                       |
| 1994 | Mark McNulty         | Zimbabwe         | 274       | −14   | 1 tacada          | Seve Ballesteros                                     |
| 1993 | Peter Fowler         | Austrália        | 267       | −21   | 3 tacadas         | Ian Woosnam                                          |
| 1992 | Paul Azinger (2)     | Estados Unidos   | 266       | −22   | Mata-mata         | Glen Day Anders Forsbrand Mark James Bernhard Langer |
| 1991 | Sandy Lyle           | Escócia          | 268       | −20   | 3 tacadas         | Tony Johnstone                                       |
| 1990 | Paul Azinger         | Estados Unidos   | 277       | −11   | Mata-mata         | David Feherty                                        |
| 1989 | David Feherty        | Irlanda do Norte | 269       | −19   | 5 tacadas         | Fred Couples                                         |

* – Foi reduzido a apenas duas rodadas na edição de 1996, por causa das chuvas torrenciais.